# Goggia braacki
Goggia braacki — вид геконоподібних ящірок родини геконових (Gekkonidae). Ендемік Південно-Африканської Республіки. Вид названий на честь південноафриканського герпетолога Гарольда Браака.

## Опис
Тіло (не враховуючи хвоста) сягає 27–35 мм завдовжки.

## Поширення і екологія
Goggia braacki мешкають в горах Нувавельдберг. Вони живуть у вузькій смузі високогірних луків на вершині хребта, в тріщинах серед скель. Зустрічаються на висоті 1800 м над рівнем моря.